# 御曹司
御曹司 （おんぞうし）は、宮中や貴族の私室を敬って言う言葉。転じてそこに住まう人を指す。

## 概要
「曹司」の語自体は宮中や役所に設けられた局や官吏のための詰所、大学寮の教室、貴族の邸宅における個人用の部屋などを指す。
そこから転じて、まだ独立前の邸宅に自室を持って暮らしている貴族の若君に対する敬称となった。
現代では、歴史のある家系、権力のある一族や非常に富裕な一家など当主の息子を広く指す言葉になっている。
御曹子とも書く。

## 歴史上の「御曹司」
この「御曹司」は、主に源頼朝や源義経などといった源氏の子弟を指した。NHK大河ドラマ『草燃える』では北条義時が源頼朝に、『義経』では武蔵坊弁慶が源義経に、それぞれ「御曹司」と呼びかけている。
一方、同じ武家でも平清盛の代に急速に公家化した平家の子弟は多くが官位を持つため「公達」と呼ばれた。

## 現代用語の「御曹司」
今日「御曹司」には主に2通りの意味がある。
- 歌舞伎役者の権門の家に生まれ、長じては大名跡[2]を襲名することが定められている男子。例えば、市川海老蔵は市川團十郎を襲名することが期待された成田屋の御曹司であったし、尾上菊之助は将来尾上菊五郎（八代目になる）を襲名することが期待される音羽屋の御曹司である。
- 裕福な家に生まれ、ゆくゆくはその財産の多くを相続することが期待される男子。良い意味で「お坊ちゃん」（家事使用人達が呼びかける際には「（名前）坊ちゃま」）、悪い意味では「どら息子」もしくは「（親の七光の）馬鹿息子」のニュアンスが含まれる。